# Просилио (дем Сервия)
Вижте пояснителната страница за други значения на Просилио.
Просѝлио или Калда̀дес (на гръцки: Προσήλιο, катаревуса: Προσήλιον, Просилион, до 1927 година Καλντάδες или Καλτάδες, Калдадес) е село в Република Гърция, част от дем Сервия в област Западна Македония.

## География
Селото е разположено на 500 m надморска височина, на 6 km югозападно от Сервия, в планината Довра (Фламбуро).

## История

### В Османската империя
Над селото е разположена късносредновековната църква „Свети Христофор“.
В 1528 година Калдадес има 40 домакинства със 180 жители.
Александър Синве ("Les Grecs de l’Empire Ottoman. Etude Statistique et Ethnographique"), който се основава на гръцки данни, в 1878 година пише, че в Калдадес (Kaldadés) живеят 84 гърци.
Според статистика на Серфидженския санджак на гръцкото консулство в Еласона от 1904 година в Калдадес (Καλδάδες), Серфидженска каза, живеят 90 гърци елинофони християни.

### В Гърция
През октомври 1912 година, по време на Балканската война, в селото влизат гръцки части и след Междусъюзническата война в 1913 година селото остава в Гърция. В 1927 година името на селото е сменено на Просилио.
Населението традиционно произвежда жито, тютюн и други земеделски продукти, като се занимава и със скотовъдство.
| Година    | 1913 | 1920 | 1928 | 1940 | 1951 | 1961 | 1971 | 1981 | 1991 | 2001 | 2011 | 2021 |
| --------- | ---- | ---- | ---- | ---- | ---- | ---- | ---- | ---- | ---- | ---- | ---- | ---- |
| Население | 93   | 86   | 147  | 199  | 272  | 299  | 276  | 291  | 243  | 199  | 135  | 100  |